# Fribourg (Moselle)
Pour les articles homonymes, voir Fribourg.
Fribourg est une commune française située dans le département de la Moselle, en région Grand Est.
Cette commune se trouve dans la région historique de Lorraine et fait partie du pays de Sarrebourg.

## Géographie
La commune fait partie du Parc naturel régional de Lorraine et de la ZNIEFF du pays des étangs.

### Écarts et lieux-dits
- Albeschaux, Albing, Sainte-Croix.

| Desseling    | Belles-Forêts | Haut-Clocher    |
| Assenoncourt | Fribourg      | Langatte Rhodes |
| Azoudange    | Languimberg   |                 |

### Hydrographie
La commune est située dans le bassin versant du Rhin au sein du bassin Rhin-Meuse. Elle est drainée par le canal des houillères de la Sarre, le ruisseau le Landbach, le ruisseau de Zebourg, le ruisseau du Moulin, Devant Ruisseau Bensing, le ruisseau de Bensing, le ruisseau de la Stee et le ruisseau de Ste-Croix.
Le Canal des houillères de la Sarre, d'une longueur totale de 65,1 km, débute à Gondrexange et se termine à Grosbliederstroff, non loin de la frontière allemande, après avoir traversé 24 communes.
Le Landbach, d'une longueur totale de 18,1 km, prend sa source dans la commune de Languimberg et se jette  dans la Sarre en limite de Gosselming et d'Oberstinzel, après avoir traversé neuf communes.

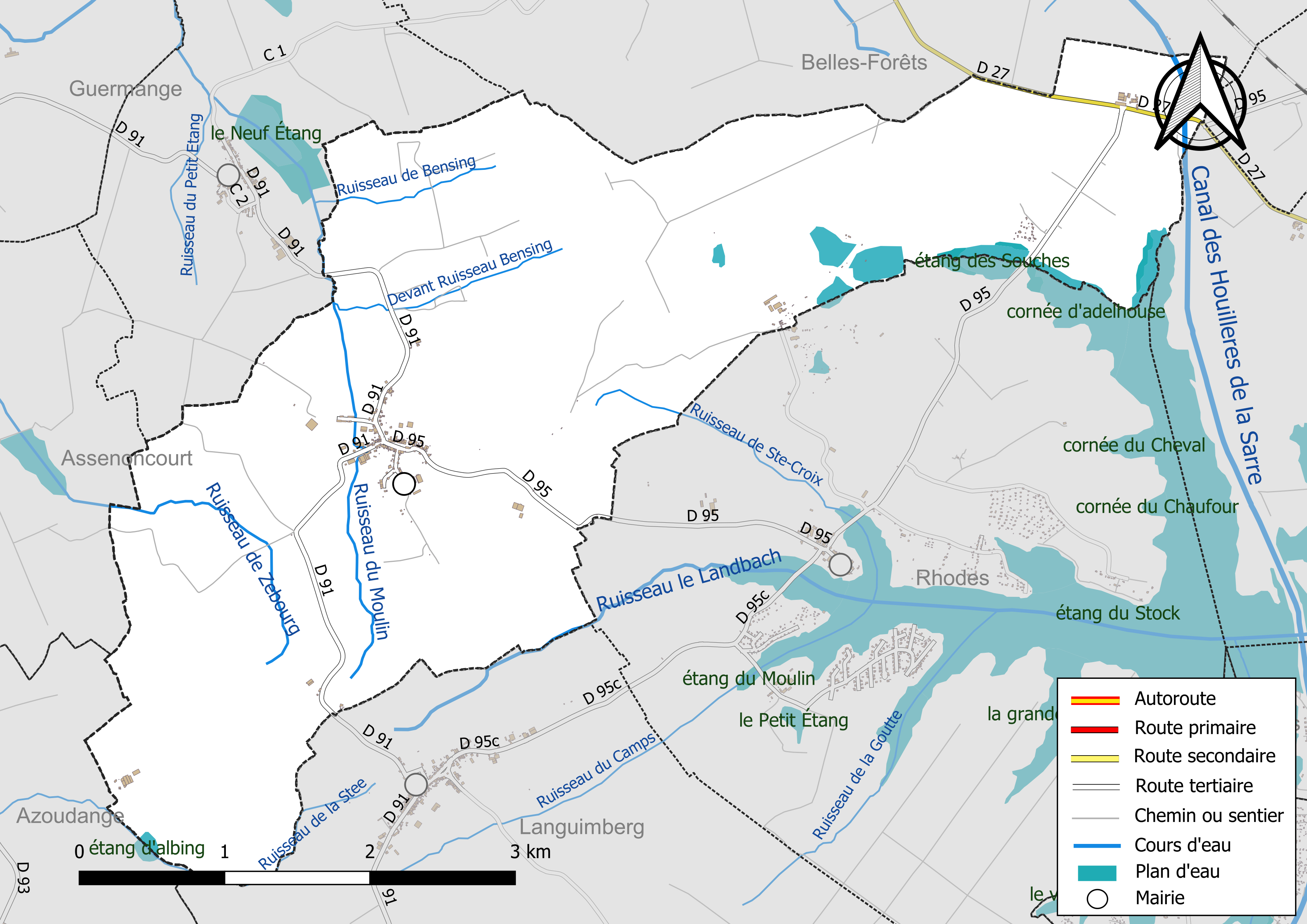
Réseaux hydrographique et routier de Fribourg.

La qualité des eaux des principaux cours d’eau de la commune, notamment du canal des Houilleres de la Sarre et du ruisseau le Landbach, peut être consultée sur un site spécial géré par les agences de l’eau et l’Agence française pour la biodiversité.

### Climat
Pour des articles plus généraux, voir Climat du Grand Est et Climat de la Moselle.
En 2010, le climat de la commune est de type climat des marges montargnardes, selon une étude du Centre national de la recherche scientifique s'appuyant sur une série de données couvrant la période 1971-2000. En 2020, Météo-France publie une typologie des climats de la France métropolitaine dans laquelle la commune est exposée à un climat semi-continental et est dans la région climatique  Vosges, caractérisée par une pluviométrie très élevée (1 500 à 2 000 mm/an) en toutes saisons et un hiver rude (moins de 1 °C). 
Pour la période 1971-2000, la température annuelle moyenne est de 9,8 °C, avec une amplitude thermique annuelle de 16,8 °C. Le cumul annuel moyen de précipitations est de 867 mm, avec 12,3 jours de précipitations en janvier et 9,4 jours en juillet. Pour la période 1991-2020, la température moyenne annuelle observée sur la station météorologique de Météo-France la plus proche, « Nitting_sapc », sur la commune de Nitting à 17 km à vol d'oiseau, est de 10,4 °C et le cumul annuel moyen de précipitations est de 993,7 mm. 
La température maximale relevée sur cette station est de 37,9 °C, atteinte le 25 juillet 2019 ; la température minimale est de −19,4 °C, atteinte le 26 décembre 2010,,. 
Les paramètres climatiques de la commune ont été estimés pour le milieu du siècle (2041-2070) selon différents scénarios d'émission de gaz à effet de serre à partir des nouvelles projections climatiques de référence DRIAS-2020. Ils sont consultables sur un site spécial publié par Météo-France en novembre 2022.

## Urbanisme

### Typologie
Au 1er janvier 2024, Fribourg est catégorisée commune rurale à habitat dispersé, selon la nouvelle grille communale de densité à sept niveaux définie par l'Insee en 2022.
Elle est située hors unité urbaine. Par ailleurs la commune fait partie de l'aire d'attraction de Sarrebourg, dont elle est une commune de la couronne,. Cette aire, qui regroupe 87 communes, est catégorisée dans les aires de 50 000 à moins de 200 000 habitants,.

### Occupation des sols
L'occupation des sols de la commune, telle qu'elle ressort de la base de données européenne d’occupation biophysique des sols Corine Land Cover (CLC), est marquée par l'importance des territoires agricoles (72,4 % en 2018), une proportion sensiblement équivalente à celle de 1990 (73 %). La répartition détaillée en 2018 est la suivante : 
prairies (42,3 %), terres arables (30,1 %), forêts (21,1 %), zones urbanisées (2,6 %), eaux continentales (2,4 %), milieux à végétation arbustive et/ou herbacée (1,5 %). L'évolution de l’occupation des sols de la commune et de ses infrastructures peut être observée sur les différentes représentations cartographiques du territoire : la carte de Cassini (XVIIIe siècle), la carte d'état-major (1820-1866) et les cartes ou photos aériennes de l'IGN pour la période actuelle (1950 à aujourd'hui).

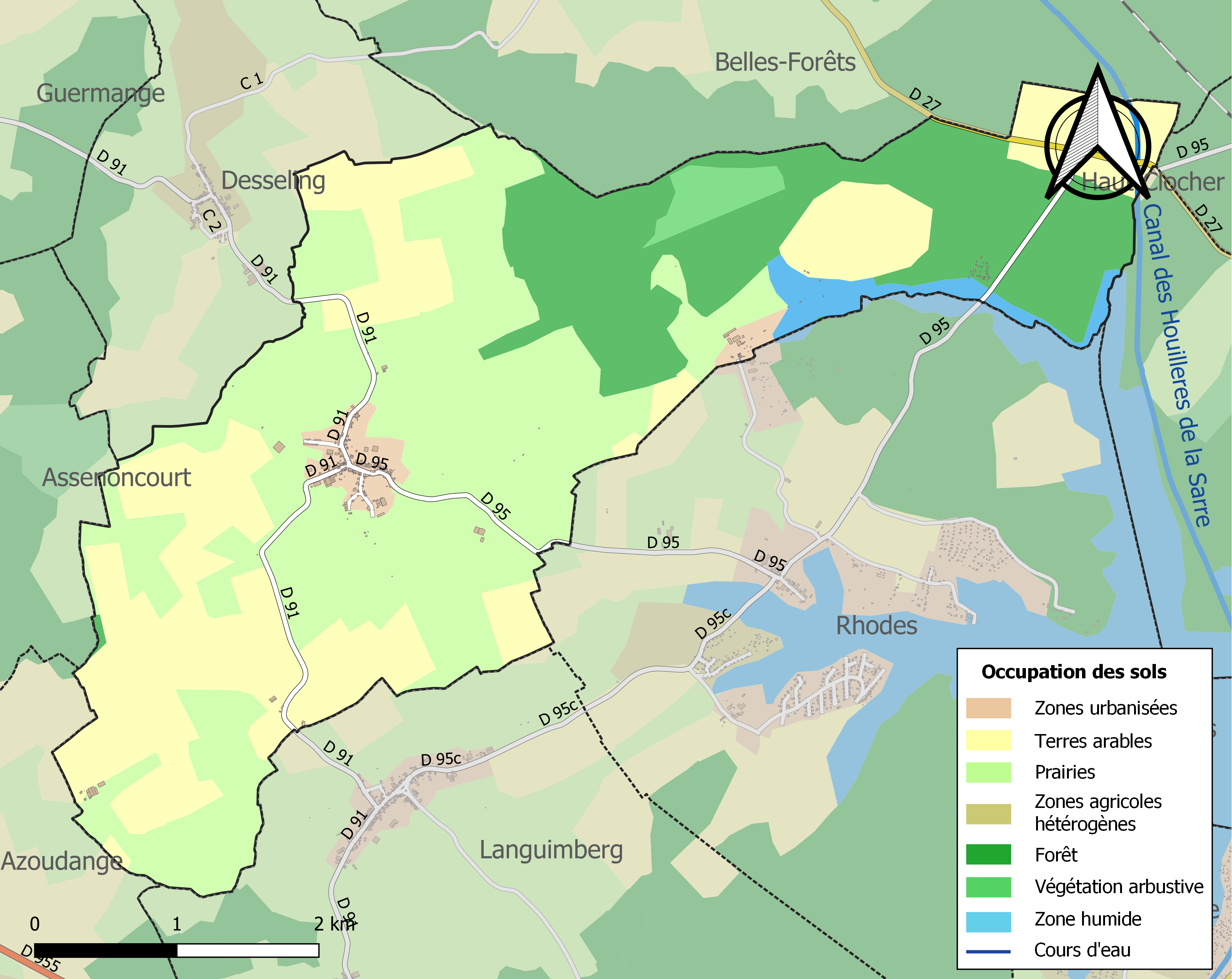
Carte des infrastructures et de l'occupation des sols de la commune en 2018 (CLC).

## Toponymie
- Fribourg : de l'adjectif germanique frei « libre » + burg « ville fortifiée » : Friburch en 1252, Fribourch en 1301,  Fryburg en 1476, Friburg au XVe siècle[17], Freiburg (1871-1918). Fribo en Lorrain.
- Albeschaux : Albeschot (1276), Alberschoff (1738), Alberschoffen (1738), Albexau (1739), Alberhoff (Cassini)[17], Albéchaux (XIXe siècle), Albershofen (1940-1944).
- Albing : Elbingen en 1497, Albin[17].
- Sainte-Croix : Heiligkreuzhof (1871-1918).

## Histoire
- Ancienne place forte et domaine des évêques de Metz.
- Siège d'une châtellenie épiscopale avec château fort construit en 1340 par les évêques de Metz.
- Fribourg-l'Evêque, ancien nom de Fribourg était une ville libre de tout subside. La châtellenie était composée de quatre villages Fribourg, Languimberg, Azoudange et Rhodes.

Le petit village est construit autour de sa motte féodale : le Thalbourg. En construisant le Thalbourg, les gens avaient la possibilité de se défendre des pillards. Même l'évêque de Metz était venu construire un château au pied de cette motte. Château qu'il ne visita jamais. Construit en 1340 pour échapper aux violences des Messins, monseigneur Claude Saint-Simon ordonna sa démolition en 1747. La colère des Fribourgeois fut grande mais il fut rasé jusqu'au sol et ses pierres servirent à construire la ferme des Basses  Cours. Un nouveau château, celui du seigneur du Puisot et du Stock avait lui aussi été construit à l'abri de la motte féodale. Les deux châteaux ont existé à Fribourg pendant plus de cent ans. Ce dernier existe toujours et les propriétaires font tout pour le sauvegarder.

### Les Hospitaliers
À Albeschaux, commune de Fribourg, la chapelle Sainte-Anne défie le temps. Construite bien avant l'arrivée des Hospitaliers de l'ordre de Saint-Jean de Jérusalem, Sainte-Anne et Rhodes (village voisin) rappellent leurs souvenirs. Les Hospitaliers s'installèrent au couvent des Augustines à Saint-Jean-de-Basel au XVe siècle.

## Politique et administration
| Période                                  | Période   | Identité       | Étiquette | Qualité |
| ---------------------------------------- | --------- | -------------- | --------- | ------- |
| Les données manquantes sont à compléter. |           |                |           |         |
| mars 1983                                | mars 2001 | Jean Leblanc   |           |         |
| mars 2001                                | mars 2014 | Alain Gondolff |           |         |
| mars 2014                                | En cours  | Robert Rudeau  |           |         |

## Démographie
L'évolution du nombre d'habitants est connue à travers les recensements de la population effectués dans la commune depuis 1793. Pour les communes de moins de 10 000 habitants, une enquête de recensement portant sur toute la population est réalisée tous les cinq ans, les populations de référence des années intermédiaires étant quant à elles estimées par interpolation ou extrapolation. Pour la commune, le premier recensement exhaustif entrant dans le cadre du nouveau dispositif a été réalisé en 2004.

En 2022, la commune comptait 163 habitants, en évolution de −0,61 % par rapport à 2016 (Moselle : +0,52 %, France hors Mayotte : +2,11 %).
| 1793 | 1800 | 1806 | 1821 | 1831 | 1836 | 1841 | 1846 | 1851 |
| ---- | ---- | ---- | ---- | ---- | ---- | ---- | ---- | ---- |
| 364  | 540  | 587  | 523  | 562  | 608  | 588  | 591  | 540  |

| 1856 | 1861 | 1871 | 1875 | 1880 | 1885 | 1890 | 1895 | 1900 |
| ---- | ---- | ---- | ---- | ---- | ---- | ---- | ---- | ---- |
| 464  | 422  | 404  | 360  | 354  | 336  | 302  | 296  | 284  |

| 1905 | 1910 | 1921 | 1926 | 1931 | 1936 | 1946 | 1954 | 1962 |
| ---- | ---- | ---- | ---- | ---- | ---- | ---- | ---- | ---- |
| 297  | 265  | 265  | 241  | 224  | 221  | 213  | 194  | 200  |

| 1968 | 1975 | 1982 | 1990 | 1999 | 2004 | 2006 | 2009 | 2014 |
| ---- | ---- | ---- | ---- | ---- | ---- | ---- | ---- | ---- |
| 201  | 191  | 170  | 167  | 159  | 175  | 172  | 171  | 167  |

| 2019 | 2022 | - | - | - | - | - | - | - |
| ---- | ---- | - | - | - | - | - | - | - |
| 166  | 163  | - | - | - | - | - | - | - |

## Culture locale et patrimoine

### Lieux et monuments

#### Édifices civils
- Passage d'une voie romaine.
- Château construit pour les évêques de Metz en 1340 par Pierre de Beauffremont, plusieurs fois détruit, démoli en 1747 par ordre de l'évêque Claude de Saint-Simon.
- Le Talbourg ouvrage défensif avec motte fossoyée (XIe – XIIe siècle) ainsi que le bourg castral protégeaient la route saunière entre Marsal et Sarrebourg[22].
- Nouveau château XVIIe siècle: bâtiment rectangulaire, fenêtres à meneau.

#### Édifices religieux
- Église Saint-Martin 1623, restaurée en 1804.
- Chapelle Sainte-Anne. d'Albechaux XIVe siècle : oculus ; ancien pèlerinage à sainte Anne avec foire célèbre.
- Croix XVIe siècle.

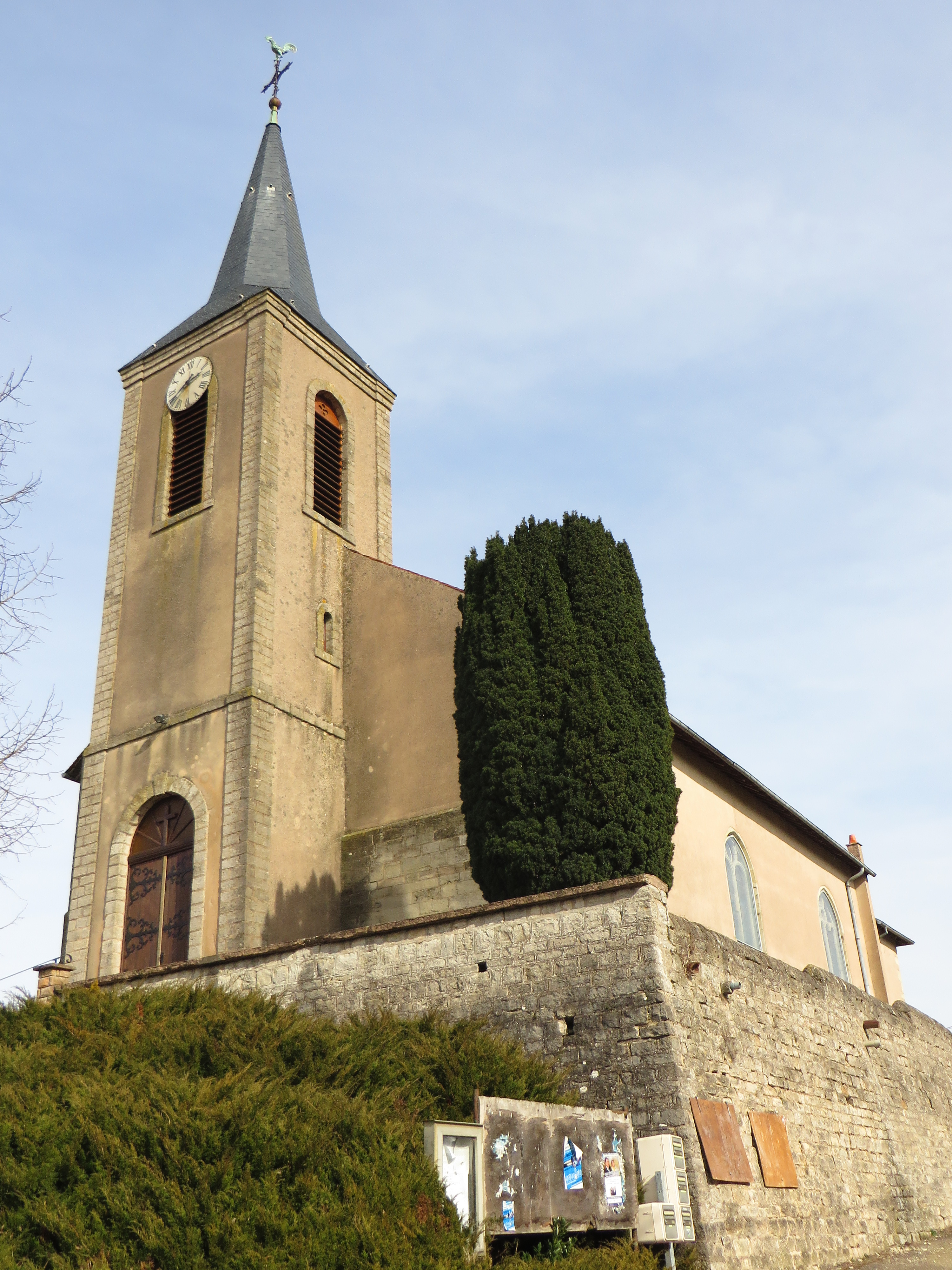
Église Saint-Martin de Fribourg.
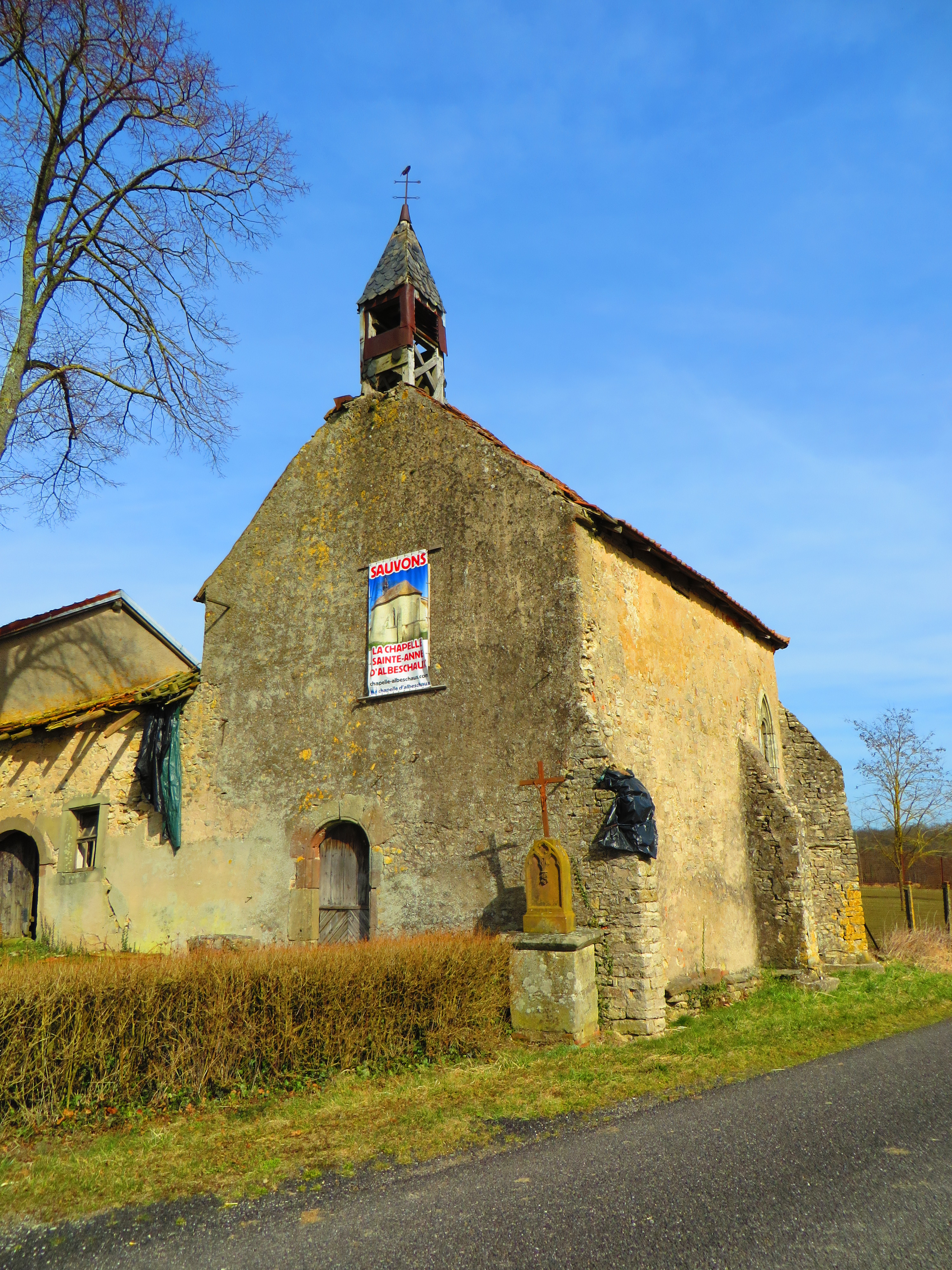
Chapelle Sainte-Anne d'Albechaux, avant travaux.
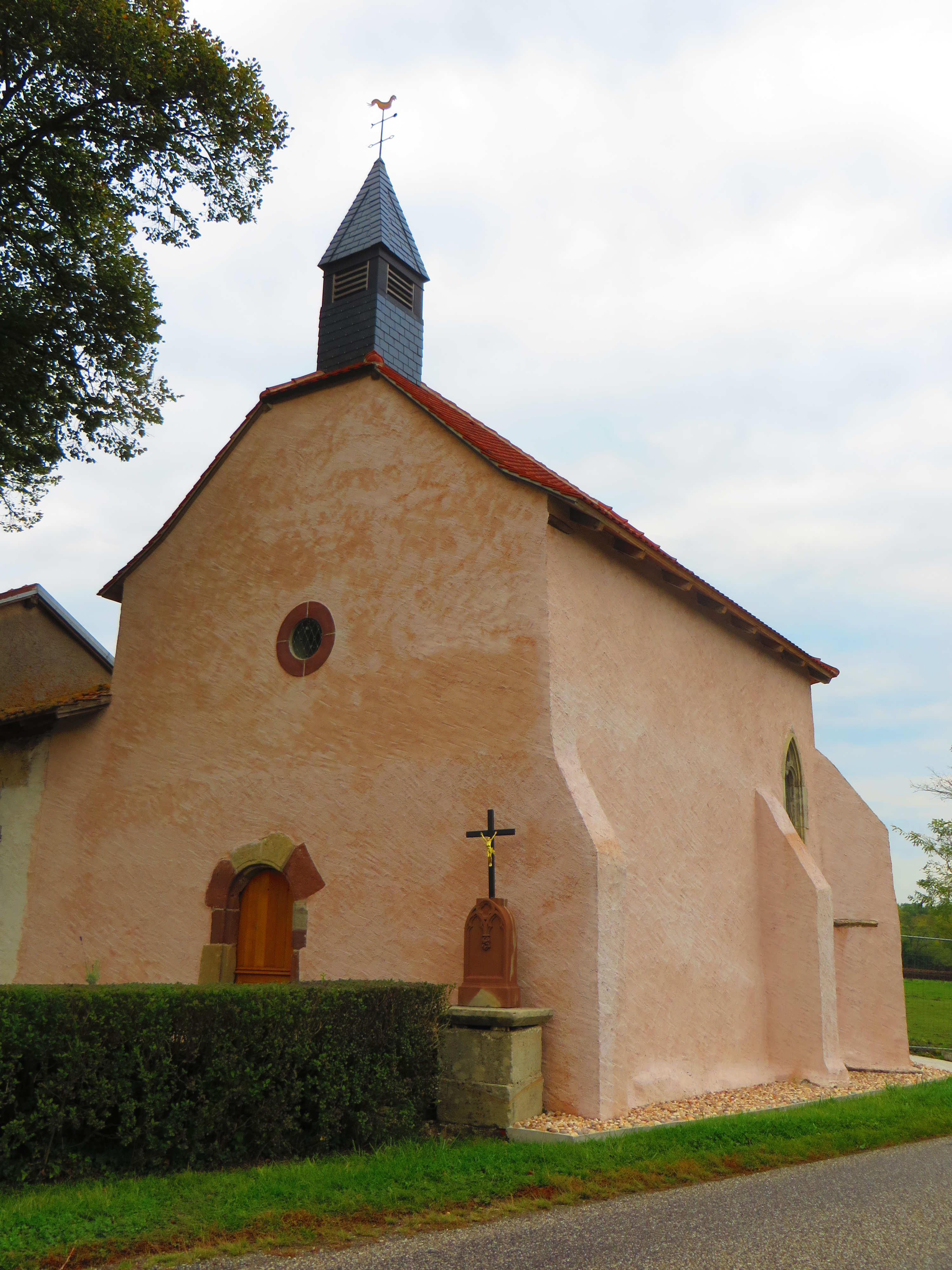
Chapelle Sainte-Anne d'Albechaux, après travaux.

## Pour approfondir